# Литвиненко, Владимир Валерьевич
Влади́мир Вале́рьевич Литвине́нко (родился 1 июня 1989 года в Кемерове) — российский следж-хоккеист. Защитник сборной России по следж-хоккею. Серебряный призёр Паралимпийских игр 2014. Бронзовый призёр двух чемпионатов России (2012, 2014), чемпион страны 2013. Заслуженный мастер спорта России. Заслуженный мастер спорта России.

## Биография
В 10-летнем возрасте Владимир Литвиненко лишился обеих ног, попав под трамвай. Это не помешало ему успешно учиться и окончить школу, а потом — и Кемеровский государственный университет. После окончания университета Владимир решил посвятить свободное время, остававшееся после работы, занятиям спортом. Он выбрал следж-хоккей и в 2012 году в Ханты-Мансийске начал заниматься этим видом спорта. С этого же года Владимир Литвиненко стал выступать за ханты-мансийский клуб «Югра».
Во время Зимних Паралимпийских игр в Сочи (2014) Владимир Литвиненко в составе сборной России по следж-хоккею завоевал серебряную медаль.
После Игр ушёл из хоккея, стал работать юристом.

## Награды
- Медаль ордена «За заслуги перед Отечеством» I степени (17 марта 2014 года) — за большой вклад в развитие физической культуры и спорта, высокие спортивные достижения на XI Паралимпийских зимних играх 2014 года в городе Сочи[7]